# Zamek Mauterndorf
Zamek Mauterndorf (niem. Burg Mauterndorf) – zamek w gminie targowej Mauterndorf, w kraju związkowym Salzburg, w środkowej Austrii. Zamek położony jest na wysokości 1138 m n.p.m.

## Historia
Zamek Mautendorf został prawdopodobnie zbudowany na miejscu dawnego rzymskiego, który chronił górską drogę z Teurnii do Iuvavum (dzisiejszy Salzburg).
Po raz pierwszy zamek został wzmiankowany w dokumentach w 1253 roku. Zamek był finansowany przez system poboru opłat z pobliskiej drogi. Twierdza, będąca pod zarządem kapituły katedralnej z Salsburga, została znacznie powiększona w XV wieku, kiedy to osiągnęła formę, jaką ma do dziś. System poboru opłat na drodze wspierał zamek i osadę aż do 1803 roku. W 1806 roku zamek stał się własnością państwa austriackiego.
W 1894 roku zamek Mauterndorf został zakupiony przez Hermanna Epensteina (1851–1934), chrześcijanina pochodzenia żydowskiego, który służył jako chirurg w armii pruskiej. Wyremontował on zamek i wykorzystywał go jako swoją rezydencję. W 1908 roku Epenstein od cesarza Franciszka Józefa I otrzymał tytuł Ritter von Mauternburg. Podczas służby w Niemieckiej Afryce Południowo-Zachodniej pod koniec lat 80. XIX wieku Epenstein zaprzyjaźnił się z komisarzem Heinrichem Ernstem Göringiem, którego wraz z rodziną gościł w swoich rezydencjach. Wdowa po Epensteinie przekazała zamek w 1939 roku Hermannowi Göringowi, dla którego była matką chrzestną. Jednak Göring nigdy nie został formalnie właścicielem zamku.
Od 1968 roku zamek jest własnością kraju związkowego Salzburg. W latach 1979–1982 przeprowadzono renowację zamku, która pochłonęła 20 mln. szylingów austriackich.

## Architektura
Pierwotnie dostęp do zamku prowadził od północy przez bramę z mostem zwodzonym nad fosą. Dzisiaj do zamku wchodzi się od południa. Zegar słoneczny nad bramą pochodzi z 1680 roku. 
Najcenniejszym artystycznie pomieszczeniem zamku jest kaplica. Późnogotycki ołtarz z około 1455 roku jest przypisywany Gabrielowi Häringowi. Malowidła ścienne w apsydzie pochodzą z lat 1335–1338. Zostały one wykonane w technice mieszanej, w której tylko kontury na czerwono oznaczono al fresco, natomiast kolorowy obraz wykonano al secco (czyli na już suchym tynku). Malowidła zostały odrestaurowane w 1901 roku.
Bardzo dobrze zachowane, choć częściowo odrestaurowane, są tzw. pokoje Keutschacha, zbudowane i wyposażone przez księcia arcybiskupa Leonharda von Keutschacha w 1494 roku. W ich skład wchodzi przedpokój, salon i sypialnia.
Fontanna na dziedzińcu została po raz pierwszy zainstalowana około 1900 roku.

## Ciekawostki
Wizerunek zamku znajdował się na banknocie 50-szylingowym.
Na zamku były kręcone zdjęcia do filmu Śpiąca królewna z 2008 roku

## Fotografie

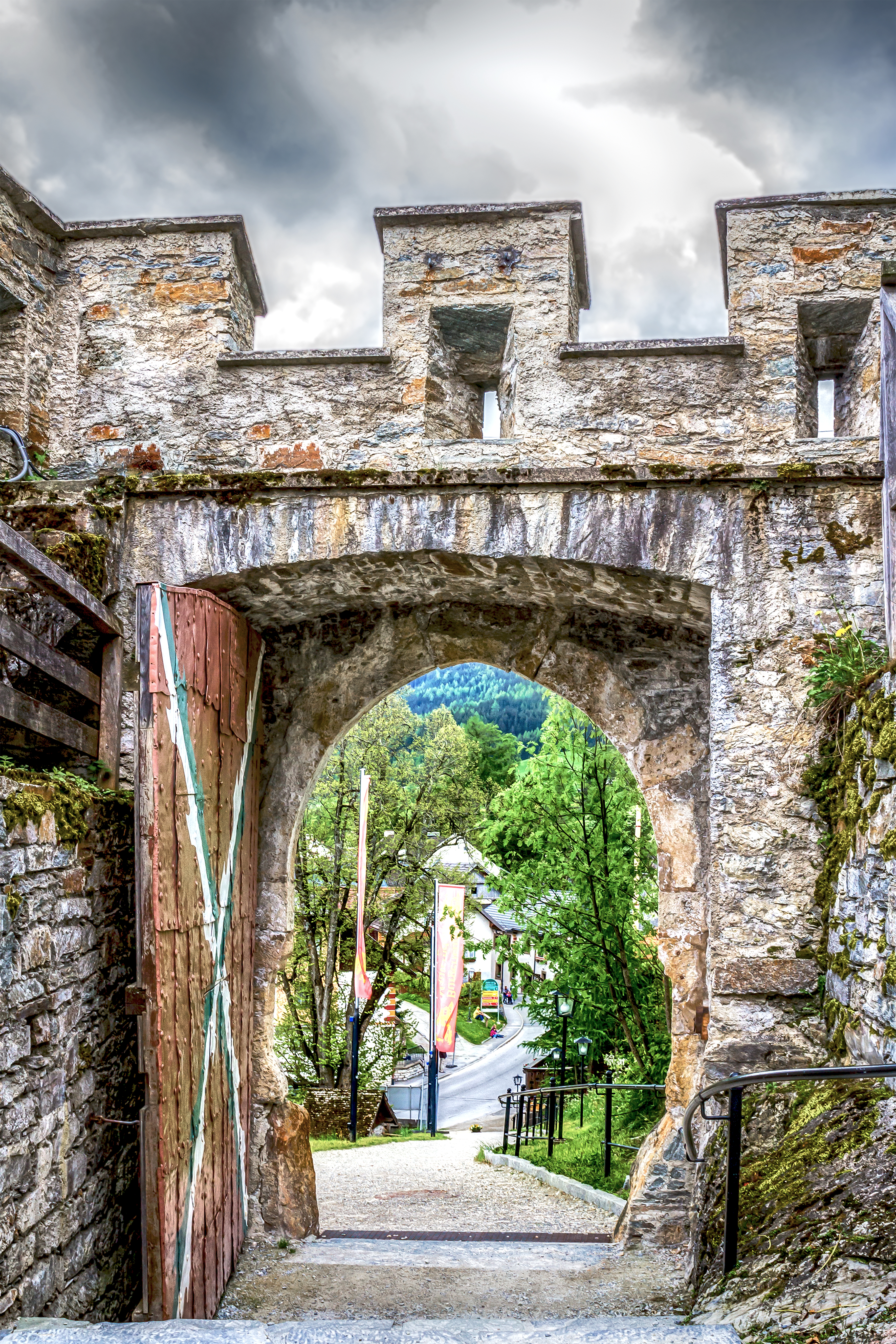
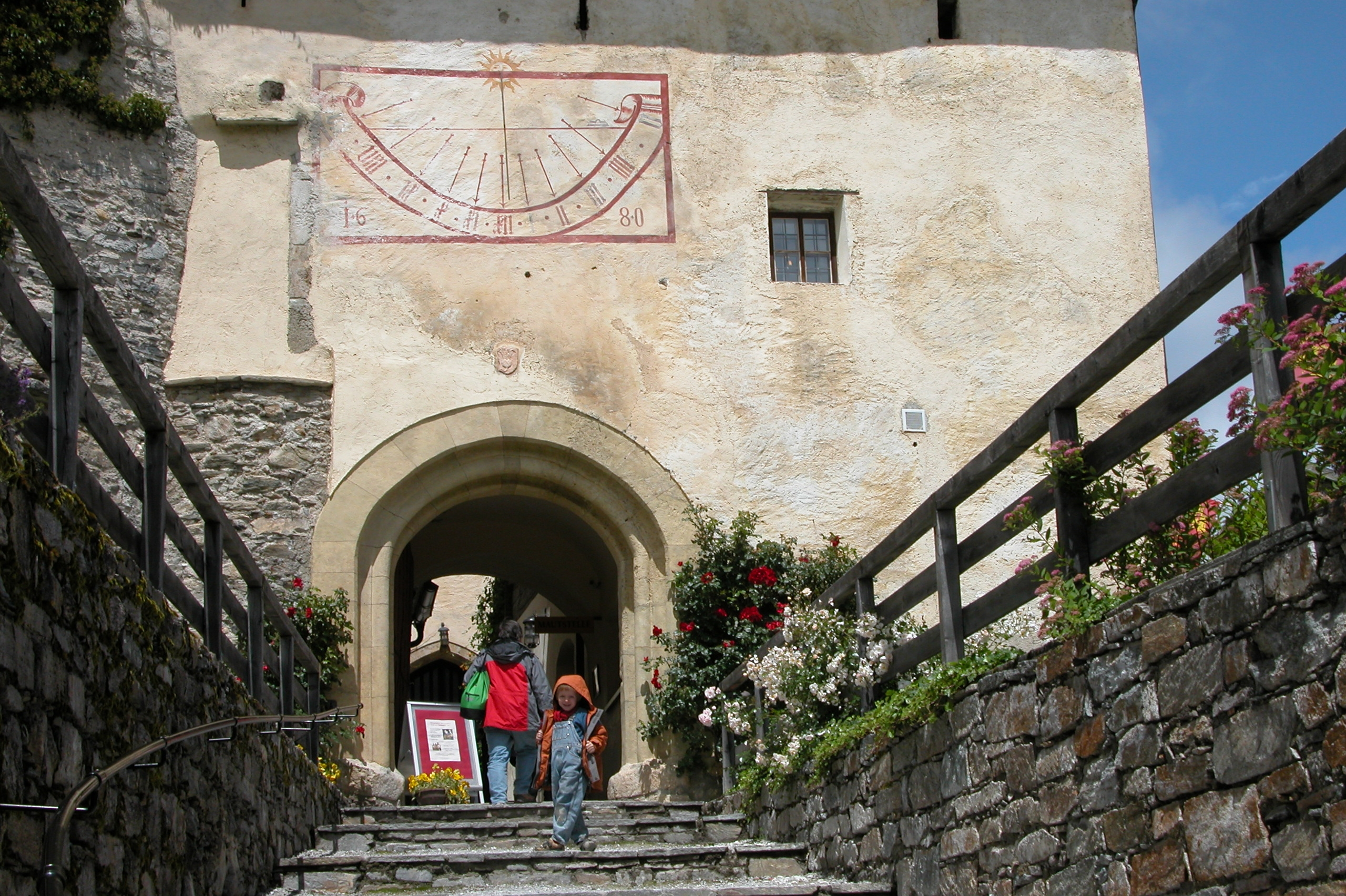
Brama z zegarem słonecznym
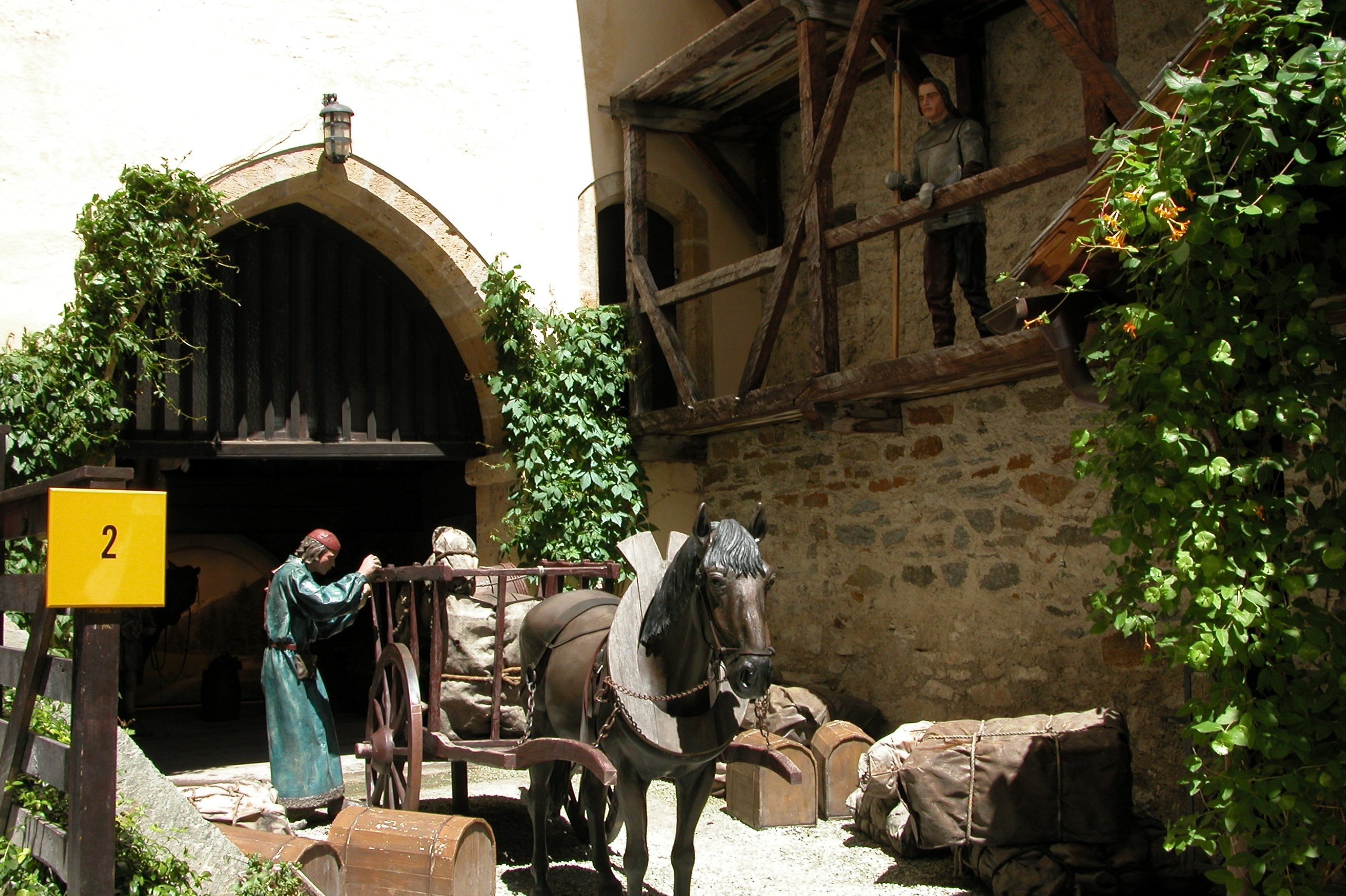
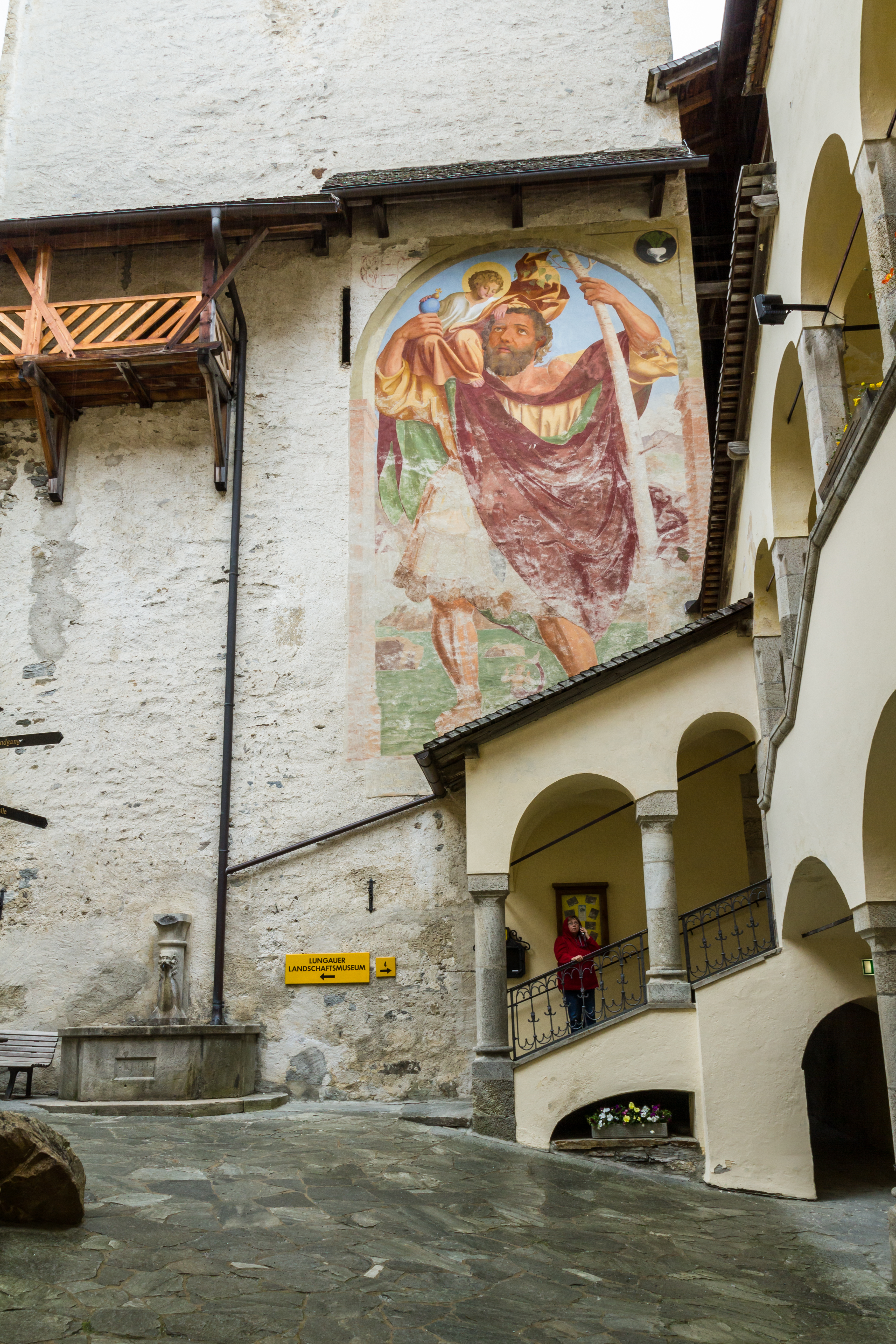
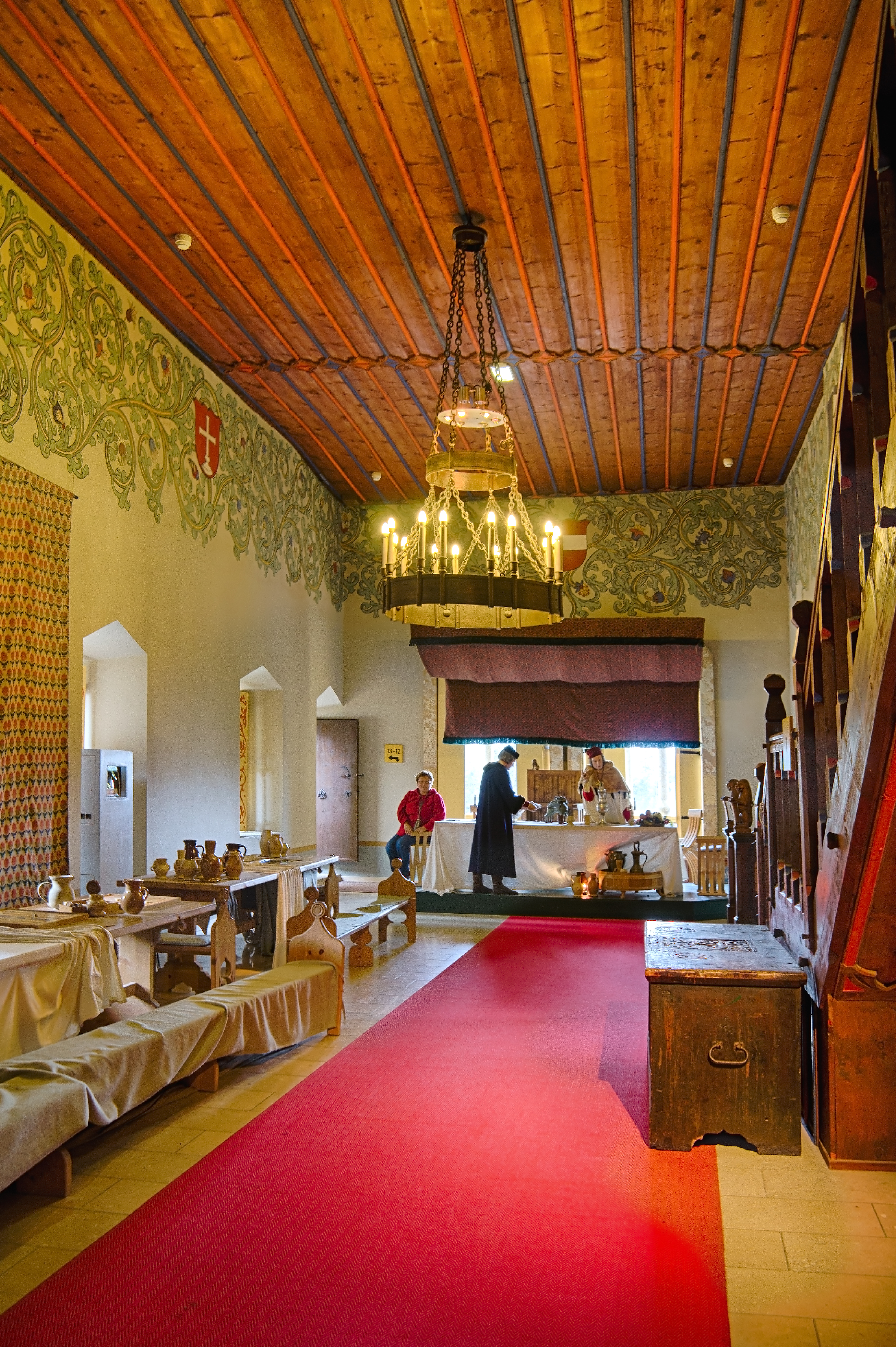
Jadalnia